# Palazzo Bianchi (Adrano)
Il Palazzo dei Nobili Bianchi, meglio noto come Palazzo Bianchi, è un palazzo storico di Adrano, in provincia di Catania, sede di rappresentanza del comune siciliano.

## Storia
La sua edificazione risale alla seconda metà del XV secolo, e fu inizialmente residenza di una nobile famiglia di cui non si conosce il cognome. Secondo alcune fonti, fu residenza dei Ventimiglia e poi dei Moncada, e l'ipotesi che fu residenza di questi ultimi potrebbe avere fondamento, essendo stati Conti di Adernò dal 1393.
Nel 1568 ad Adrano venne fondata la locale Compagnia dei Bianchi - di cui facevano parte i maggiori esponenti della nobiltà cittadina - che si insediò nell'edificio e lo trasformò in un ospedale. Dal 1820 al 1859, funzionò come ospedale militare delle truppe borboniche.
Dopo l'Unità d'Italia, e con le leggi eversive del 1866, i locali della confraternita e dell'ospedale vennero confiscati, e l'edificio fu adibito a sede del comune. Dopo il 1970 la sede del comune fu spostato in un nuovo edificio costruito in via Spampinato, e dal 1972 al 1999, il Palazzo Bianchi è stato sede della biblioteca comunale.
Agli inizi del XXI secolo l'edificio è stato interessato da lavori di ristrutturazione, e riaperto al pubblico nel 2008, è divenuto sede di rappresentanza del Comune di Adrano.

## Descrizione
Il palazzo è ubicato in piazza Umberto, in pieno centro storico di Adrano, dove si trovano anche il Castello normanno e la Chiesa Madre.
Di forma rettangolare, l'edificio consta di due piani: nel primo emerge il portone centrale, delimitato da un portale di pietra lavica contenuto da due colonne monolitiche con capitello corinzio-composito e due ingressi laterali. Sopra la porta a sinistra del portone centrale vi è una lapide dove sono scolpite delle parole in latino che attestano la sua fondazione.
Nei locali sono ospitati la stanza del sindaco, due sale convegni, la sala multimediale e la polizia municipale. Gli interni sono realizzati in maiolica e le pareti presentano delle decorazioni.